# HK Martin
Pour les articles homonymes, voir MHC.
Le HK Martin  est le club de hockey sur glace de Martin en Slovaquie. L'équipe évolue dans l'Extraliga, plus haute division slovaque.

## Historique
Le club est fondé en 1932 et joue jusqu'en 1993 dans les divisions inférieures du championnat de Tchécoslovaquie de hockey sur glace, essentiellement en deuxième division. À la suite de la partition de la Tchécoslovaquie en 1993, l'équipe rejoint l'Extraliga slovaque et finit à la troisième place du championnat.
Rétrogradé en 1999-2000, l'équipe revient dans l'Extraliga en 2005.
Après 12 saisons dans l'élite slovaque, le club est rétrogradé en troisième division. Il prend alors le nom de MHK Martin. L'équipe arrive en finale et est promue pour la saison 2018-2019 en 1. liga. Le club se renomme encore une fois pour prendre le nom HK Martin.

## Palmarès
- Extraliga : 
  - 3e en 1993-1994.

Ancien logo du club

  - 3e de saison régulière en 2007-2008
- Coupe Continentale
  - Vainqueur en 2008-2009